# آلماتی
آلماتی، (به قزاقی: Алматы) بزرگ‌ترین شهر قزاقستان و پایتخت پیشین آن است که جمعیت آن بیش از دو میلیون نفر در منطقه شهری آن است. آلماتی که در دامنه کوه‌های ایله آلاتاو در جنوب قزاقستان، نزدیک مرز قرقیزستان واقع شده است، به عنوان مرکز محوری فرهنگ، تجارت و نوآوری قزاقستان شناخته میشود. ارتفاع آن از سطح دریا بین ۷۰۰ تا ۹۰۰ متر است. نام این شهر در زبان فارسی گاه آلماآتی نوشته می‌شود.

## نام
آلماتی واژه‌ای قزاقی به معنی «سیبدار» است. نام پیشین این شهر آلماآتا (Алма-Ата) بود. در زمان روسیهٔ تزاری، این شهر ورنیی (Верный) نامیده می‌شد. در منطقهٔ آلماتی تنوع بسیار گونه‌های سیب نشانگر بومی بودن این درخت در جنوب شرقی قزاقستان است.
طبق ادعایی دیگر ریشهٔ این نام سکایی و ایرانی بوده‌است. وقتی نام‌های شهر یعنی آلماآتا' و ورنی و نام کوه آن یعنی آلاتائو را در رابطه با هم مورد و در رابطه با هم مورد بررسی قرار دهیم می‌بینیم که بخش تائو یا تی (به معنی کوه) است و در زبان سکایی و سانسکریت به معنی کوه است. بخش آلا هم در نام این کوه نشان دهندهٔ واژهٔ فارسی و سکایی آله (عقاب) یعنی پرندهٔ سنتی شکاری صحراگردان این نواحی است؛ بنابراین نام آلاتائو در اصل به زبان سکایی-ایرانی،  به معنی کوه عقاب بوده‌است که به صورت آلما آتا درآمده است. حرف «و» در گروه زبان‌های ایرانی (از جمله سغدی و خوارزمی) قابل تبدیل به «م» بوده‌است چنان‌که پسوند «وند» به صورت «مند» هم بیان می‌گردد. حتی نام روسی کهن این شهر یعنی وارنی هم در گروه زبان‌های ایرانی تلفظ واژهٔ «وارغنی» ایرانی (عقاب؛ اوریلو روسی که به صورت اورال نام کوهستان معروف میان شمال آسیا و اروپا است) در لهجه‌های زبان ترکی بوده‌است که در آن‌ها حرف «غ» در میان واژه به صورت «ع» یا «ء» (که در ترکیه آن را «غ» نرم نامیده‌اند) ادا می‌گردد. معنی ظاهری ترکی این کوه یعنی پدر سیب مناسبتی با این شهر سردسیری و استپی شمالی ندارد.

## جمعیت
جمعیت آن ۱٬۱۸۵٬۹۰۰ نفر (سال ۲۰۰۴) است و ۸ درصد جمعیت کل قزاقستان را در خود جای داده‌است.

## مترو
متروی آلماتی در سال ۲۰۱۱ تأسیس شده و هم‌اکنون دارای ۱ خط و ۹ ایستگاه می‌باشد.

## جاهای دیدنی
دره چارین از مهم‌ترین جاذبه‌های قزاقستان به‌شمار می‌آید و رود چارین از میان آن عبور می‌کند. با فاصله ۲۰۰ کیلومتری از شرق آلماتی، دره چارین با طول ۹۰ کیلومتر قرار گرفته‌است.
دریاچه بزرگ آلماتی مخزن طبیعی مرتفعی است که در قلل آلاتائو قرار دارد. فاصله دریاچه از شهر آلماتی تنها ۱۵ کیلومتر است. با طول ۱٫۶ کیلومتر، عرض ۱ کیلومتر و عمق ۳۰ الی ۴۰ متری، دریاچه بزرگ آلماتی در ارتفاع ۲۵۱۱ متر از سطح دریا واقع است.
کلیسای جامع معراج از کلیساهای ارتدوکس روسی به‌شمار می‌رود که در پارک پانفیلو آلماتی قرار دارد. در ساخت کلیسا از چوب استفاده شده و در بنای آن هیچ میخی به کار نرفته‌است.
پارک ملی چارین در فاصله ۲۰۰ کیلومتری از آلماتی قرار گرفته و با مساحت ۱۲۵ هزار هکتار، در امتداد رود چارین کشیده شده‌است.
تپه کوک توب، نام منطقه‌ای تفریحی است که در ارتفاع ۱۱۰۰ متری از سطح دریا قرار گرفته و در میان مردم محلی و گردشگران از محبوبیت زیادی برخوردار است. در سال ۲۰۰۷، مجسمه‌ای از گروه بیتلز در این پارک مستقر شد. برای دسترسی به کوک توب می‌توانید از تله کابین‌های واقع در آلماتی استفاده کنید.
مسجد مرکزی آلماتی: این مسجد بزرگ‌ترین مسجد این کشور با ظرفیت ۷۰۰۰ نمازگزار است.
بنای استقلال: در میدان جمهوری آلماتی قرار دارد.
موزه دولتی: دارای بیشترین آثار و نشانه‌های تمدن و تاریخی از قزاقستان است.
مگاسنتر: آن دسته از گردشگران که اهل خرید و دیدن برندهای معتبر هستند می‌توانند سری به مگا سنتر بزنند.

## خواهرخواندگان
توسان در ایالت آریزونا

## نگارخانه

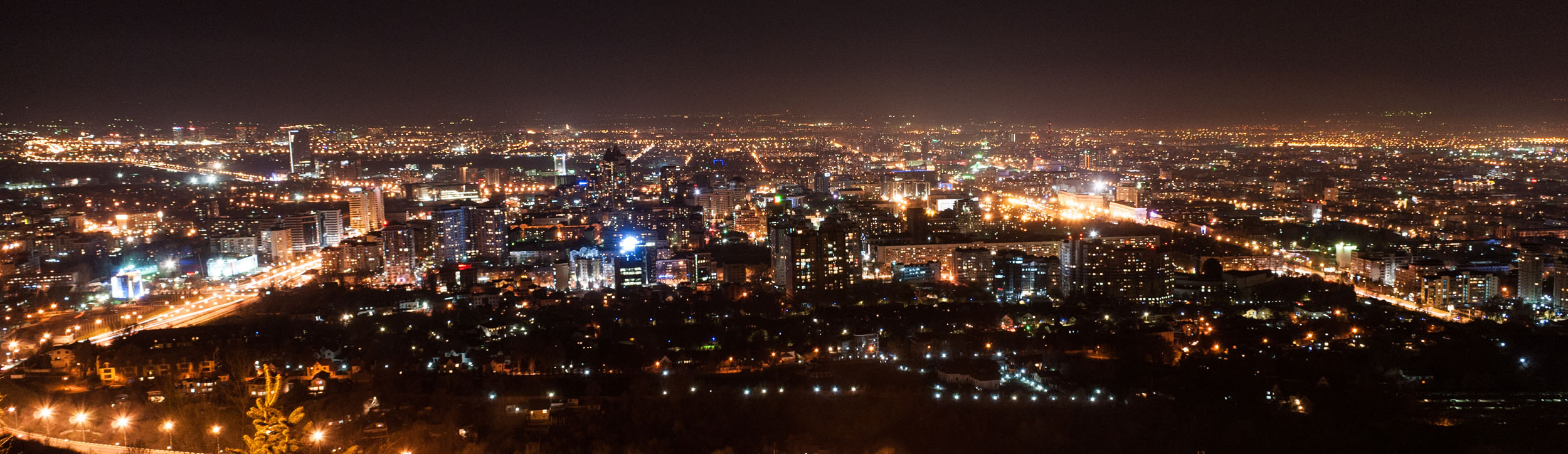
Panoramic night view of Almaty from Kok-Tobe

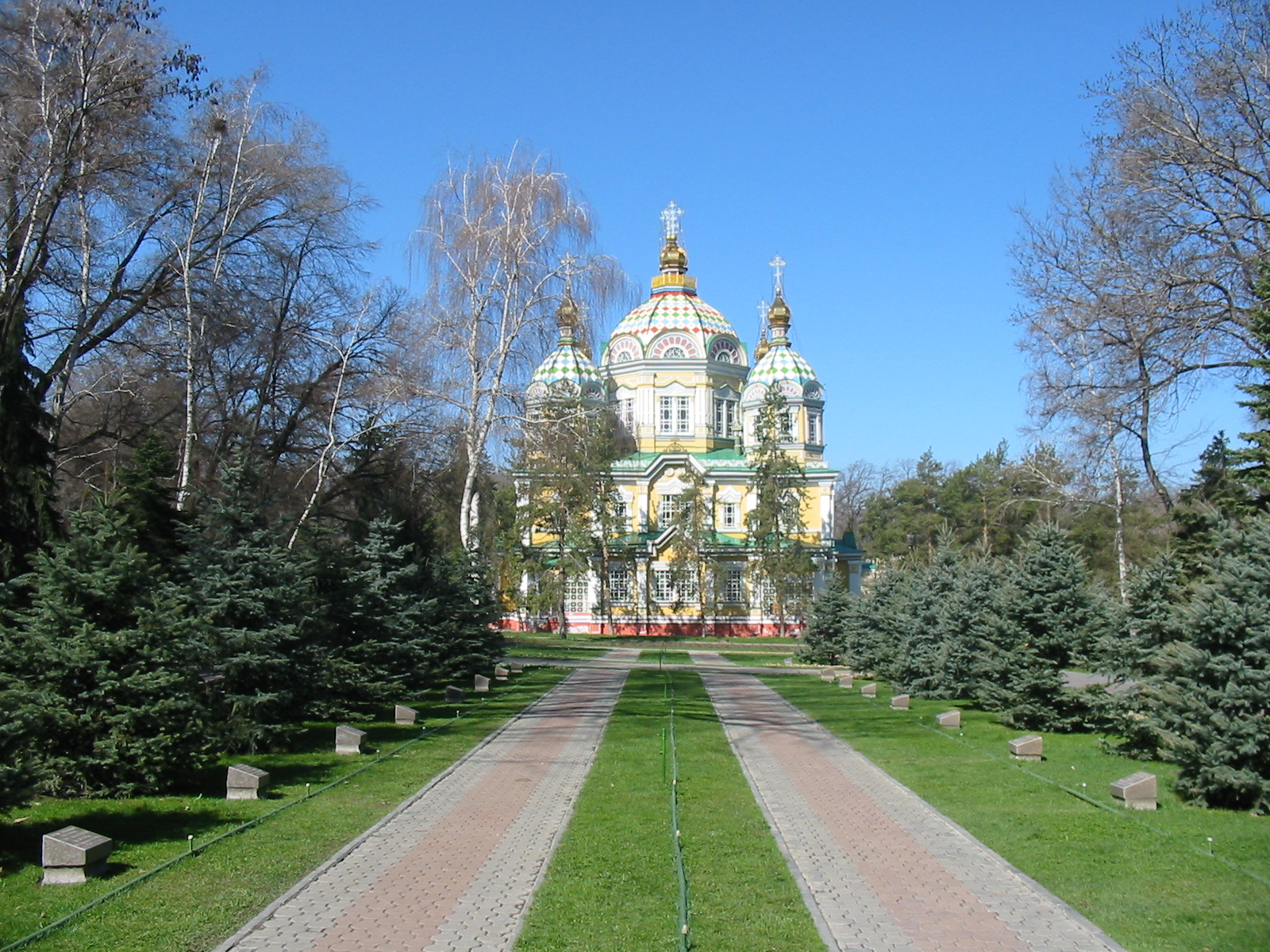
کلیسای ارتودکس
کاخ سابق ریاست جمهوری قزاقستانکاخ سابق ریاست جمهوری قزاقستان
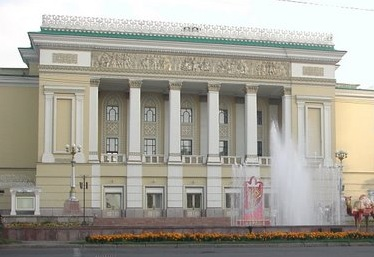
ساختمان اپرا آلماتی
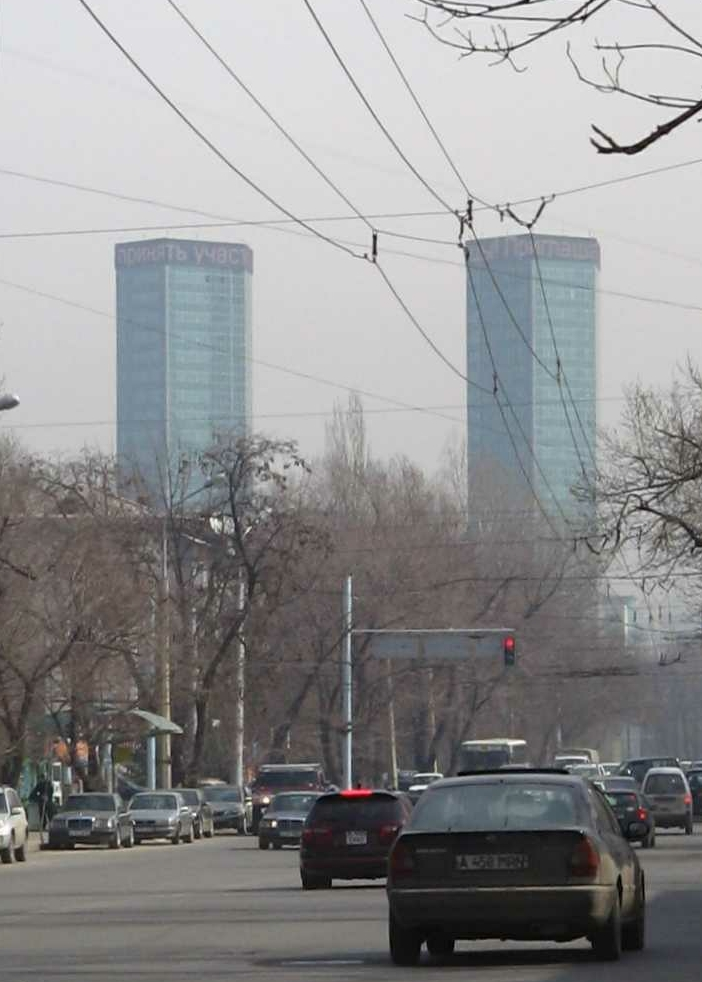
برج‌های راهات
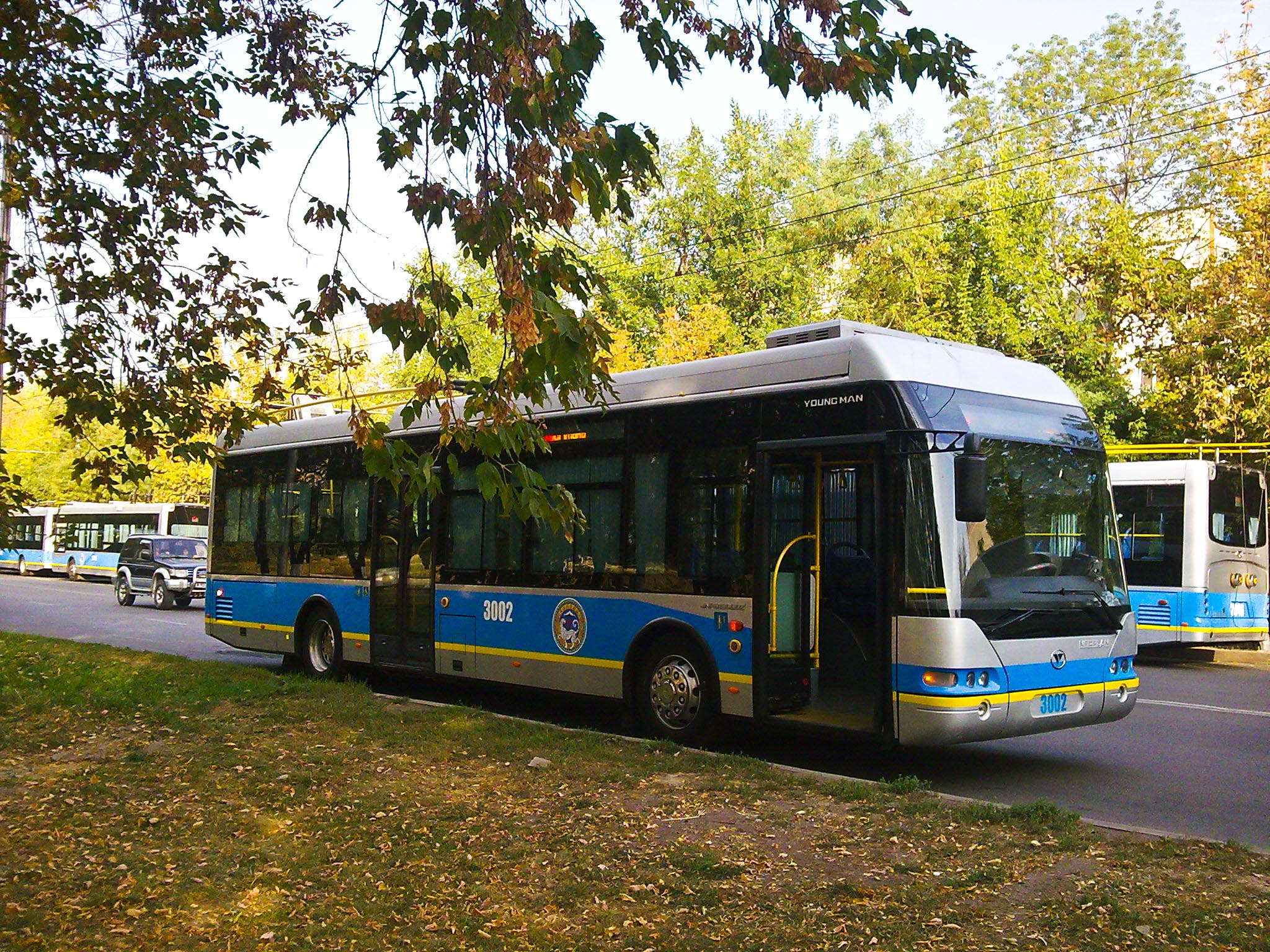
اتوبوس برقی آلماتی
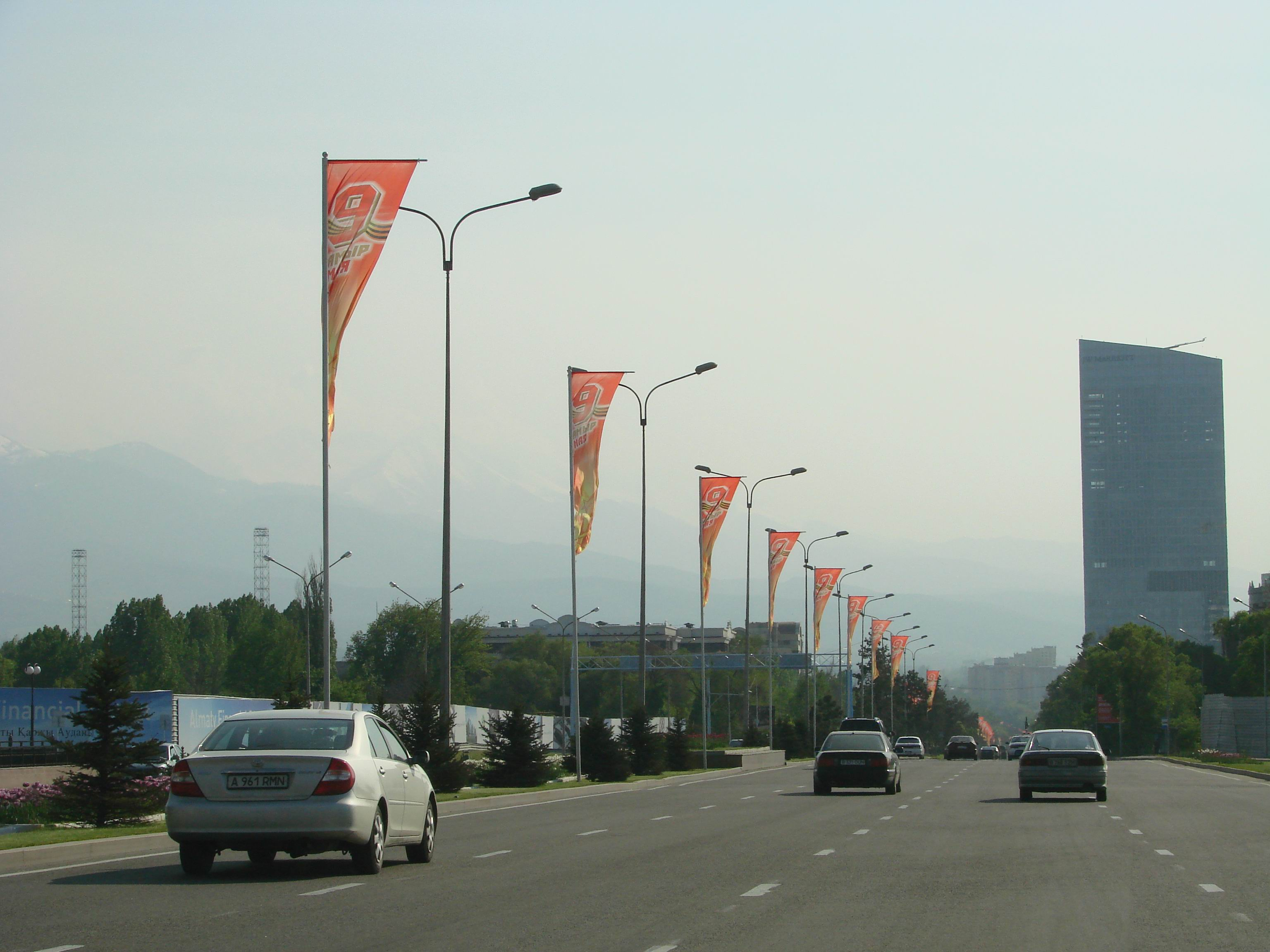
خیابان فارابی، برج اسنتای
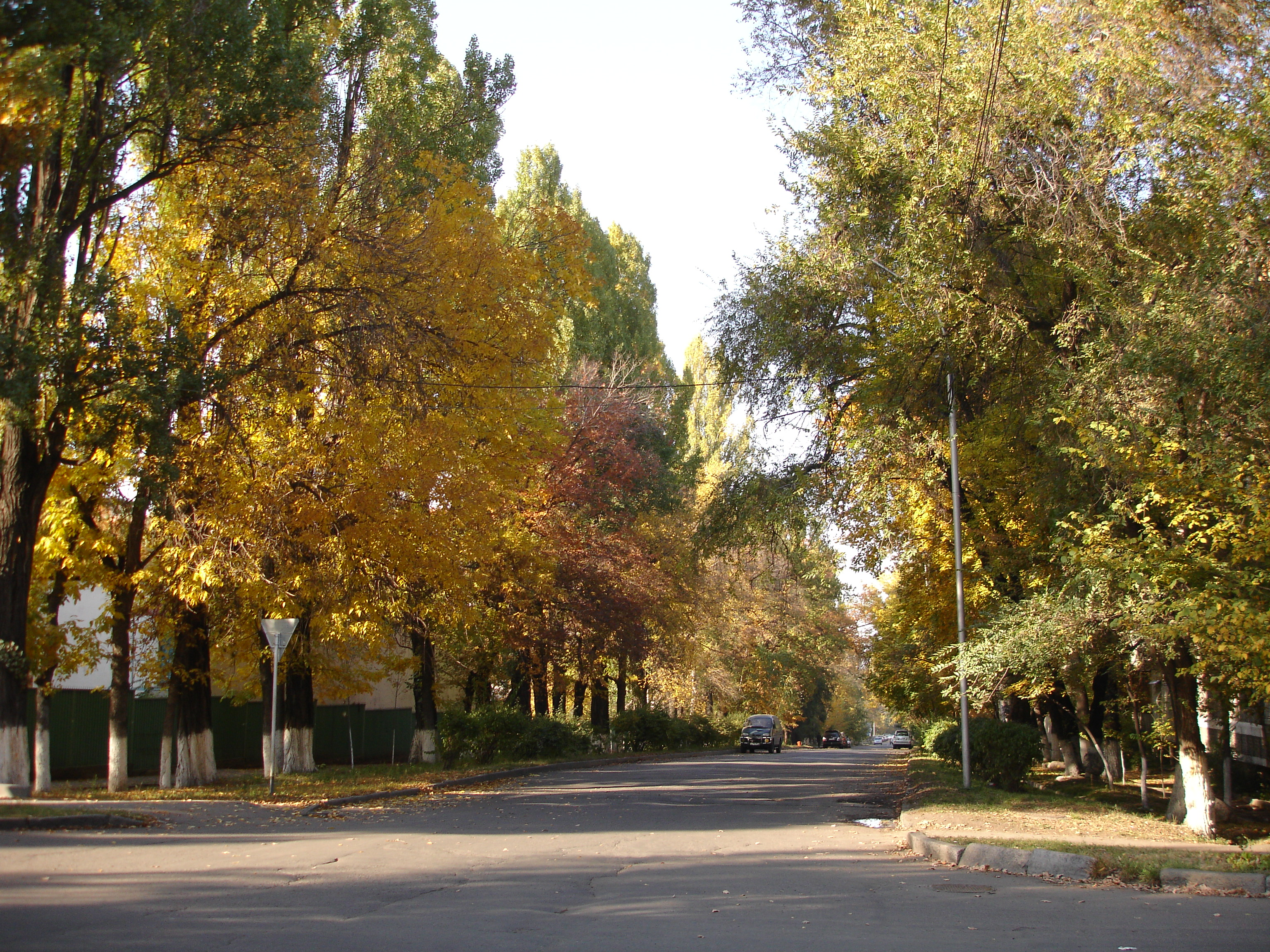
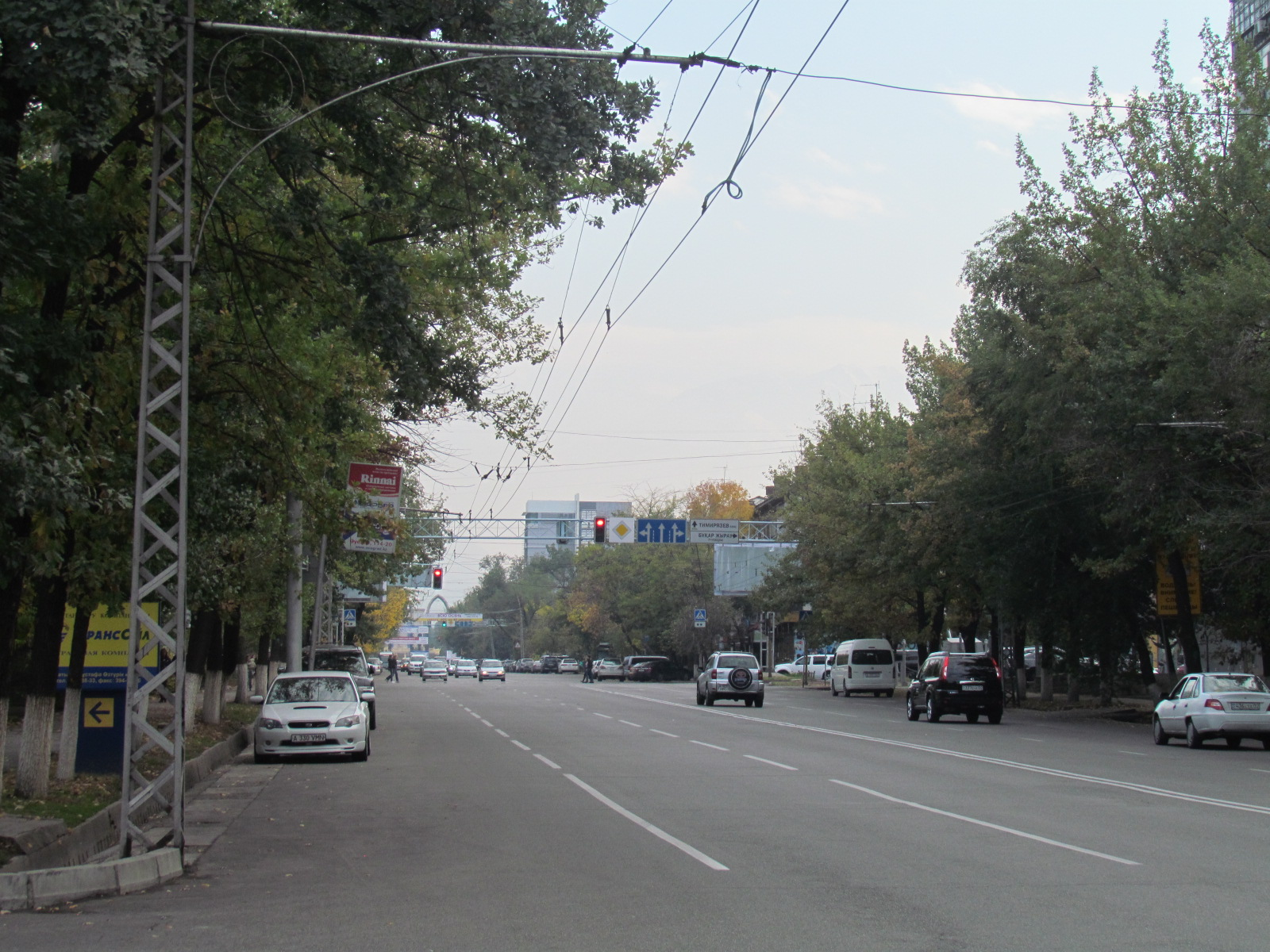
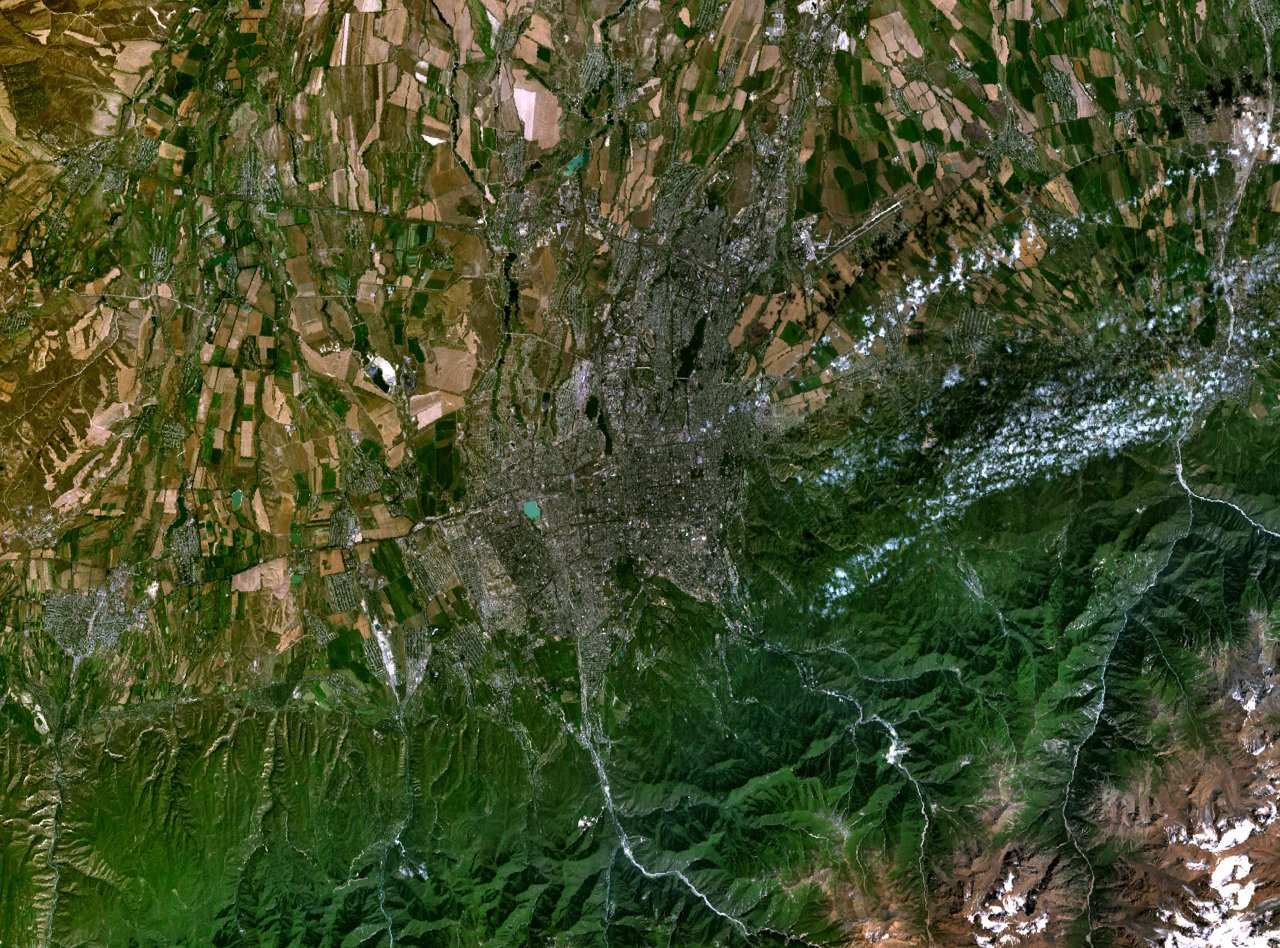
تصویر ماهواره لندست از آلماتی
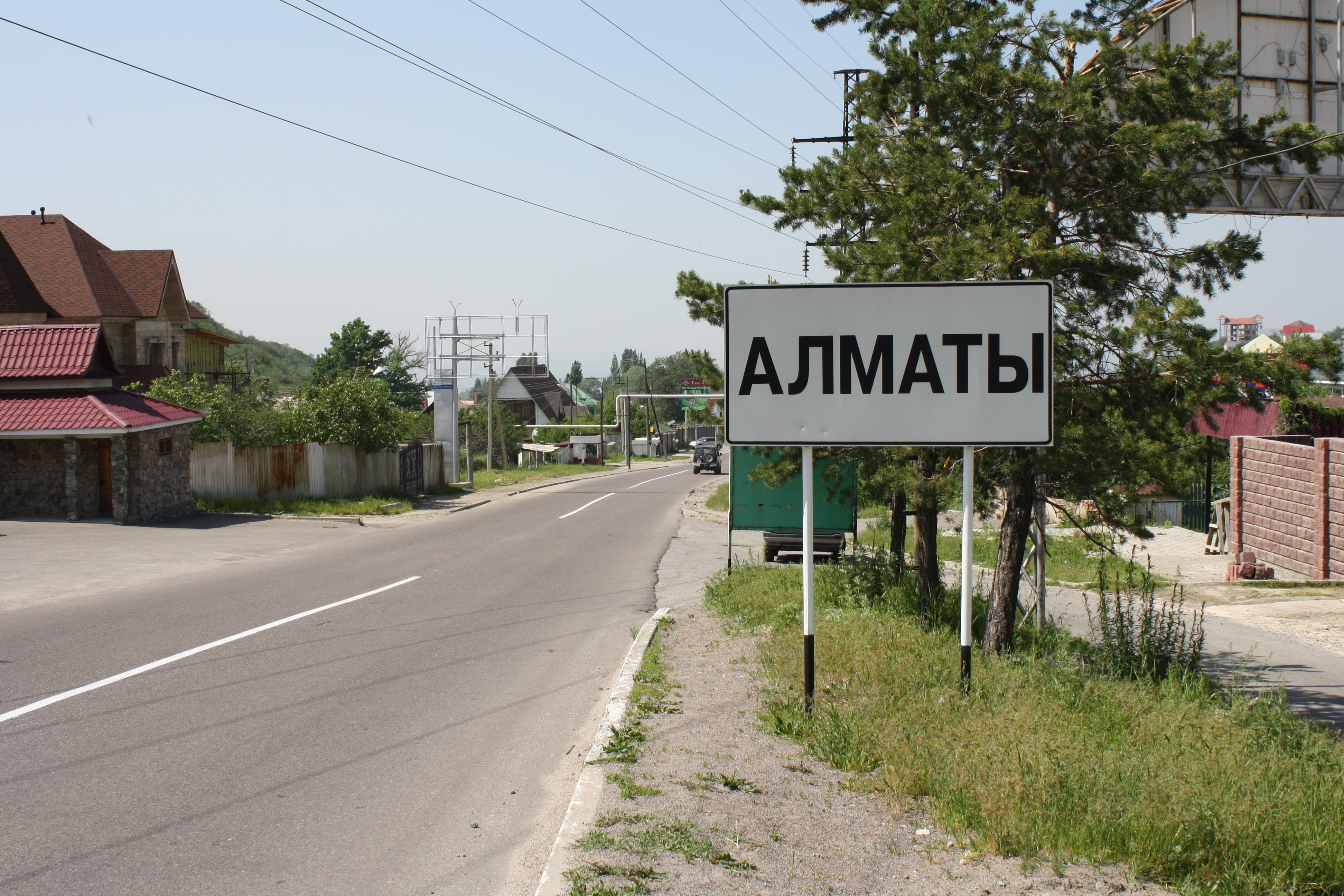
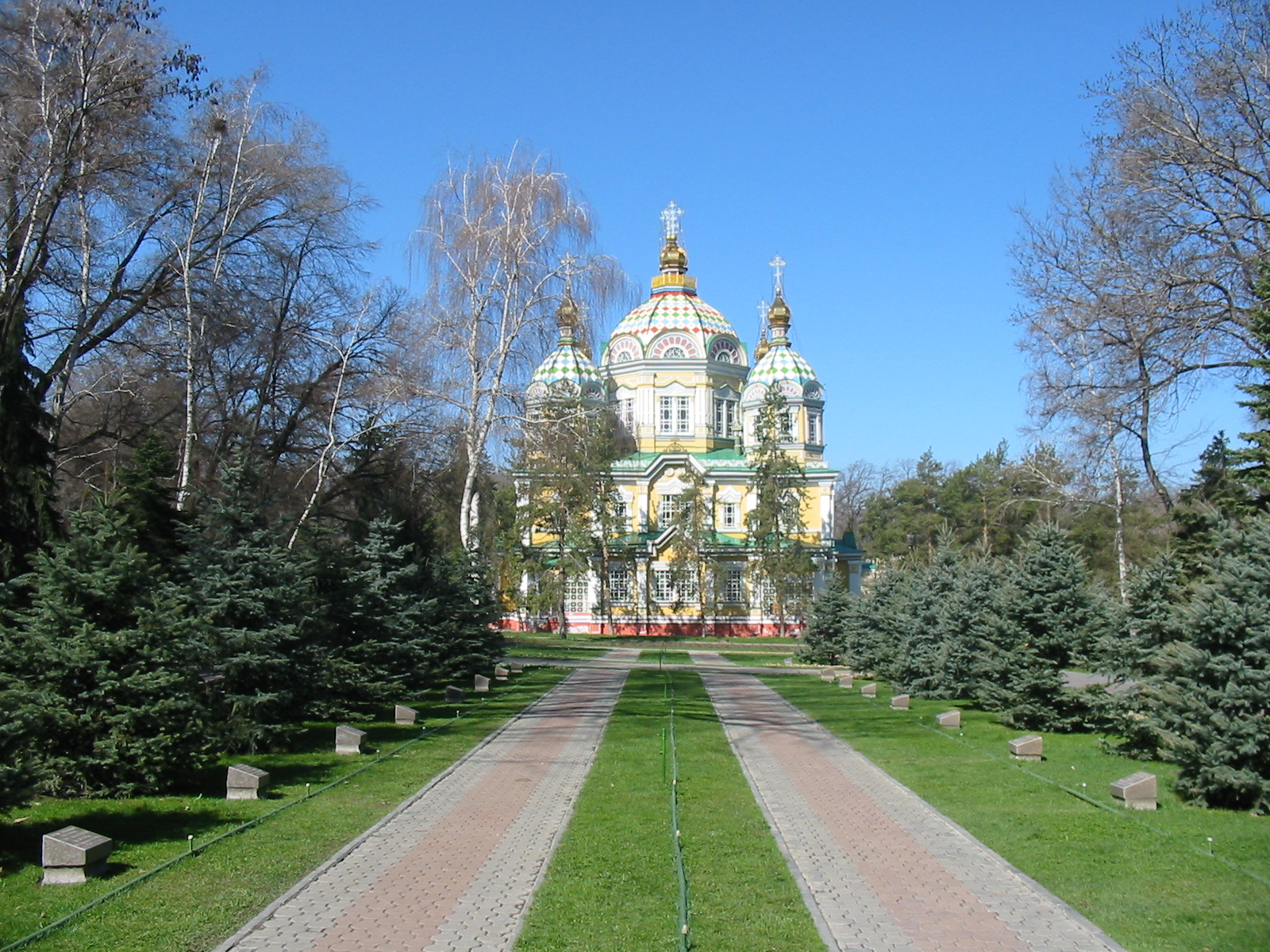
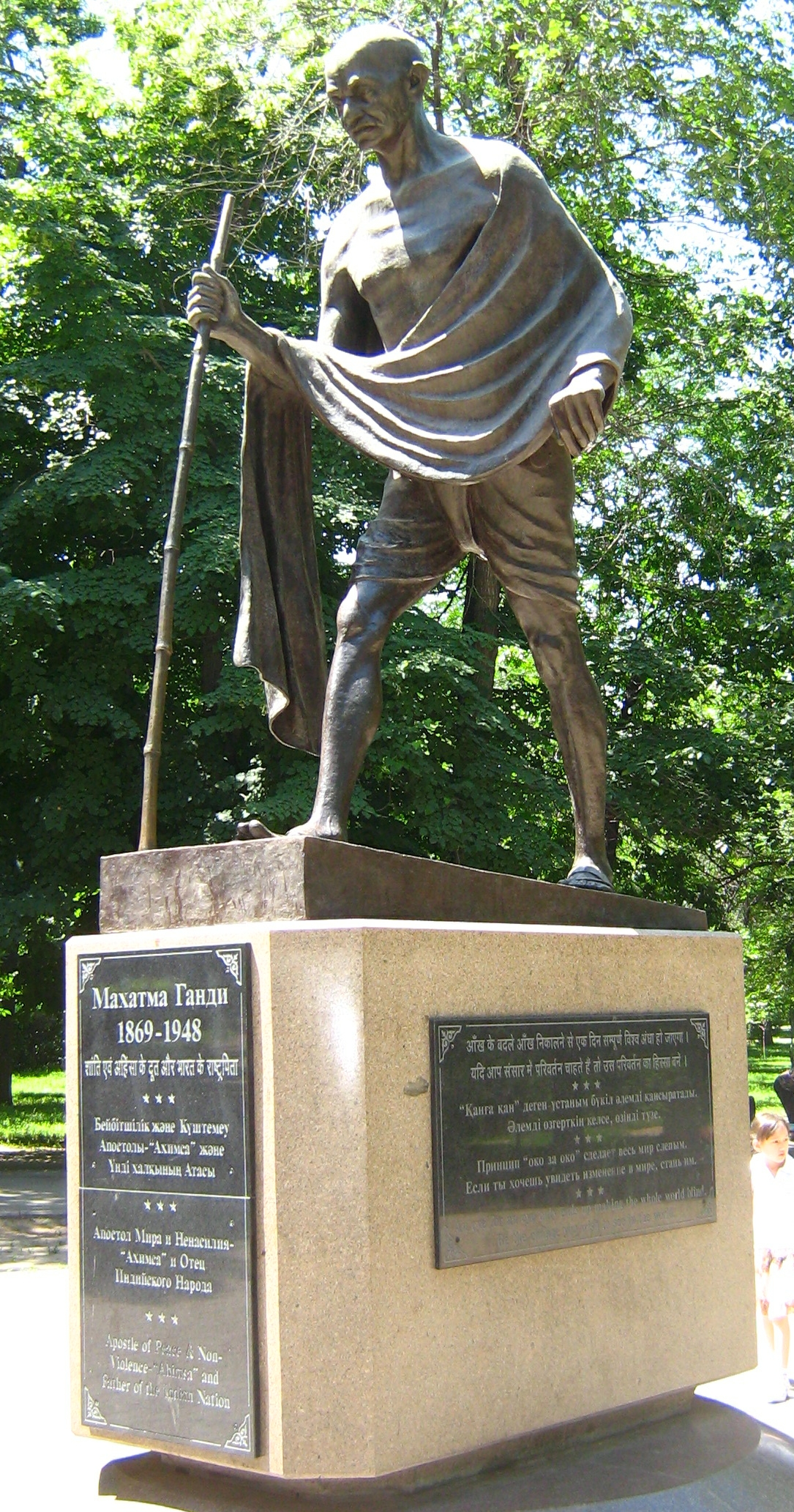
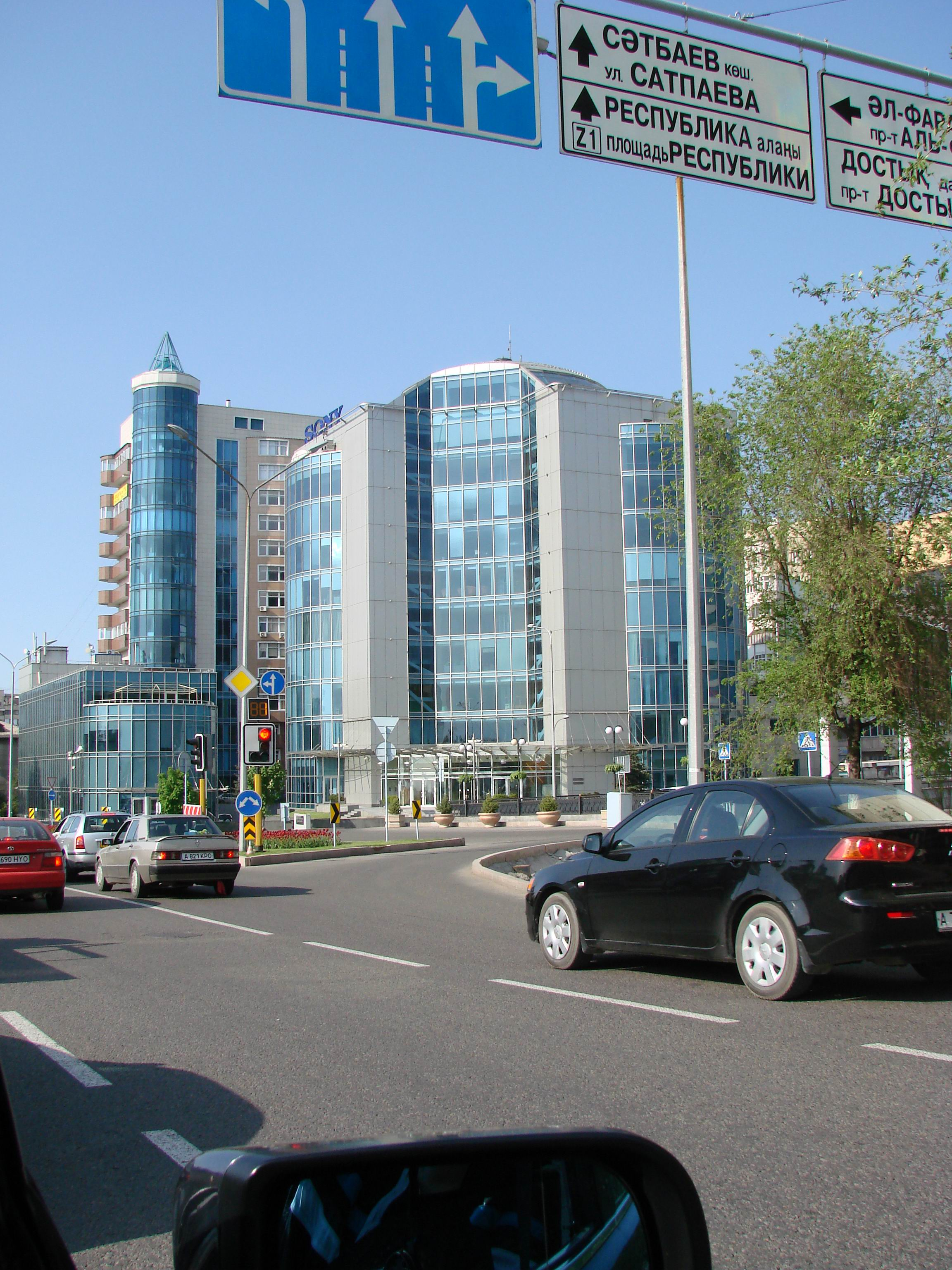
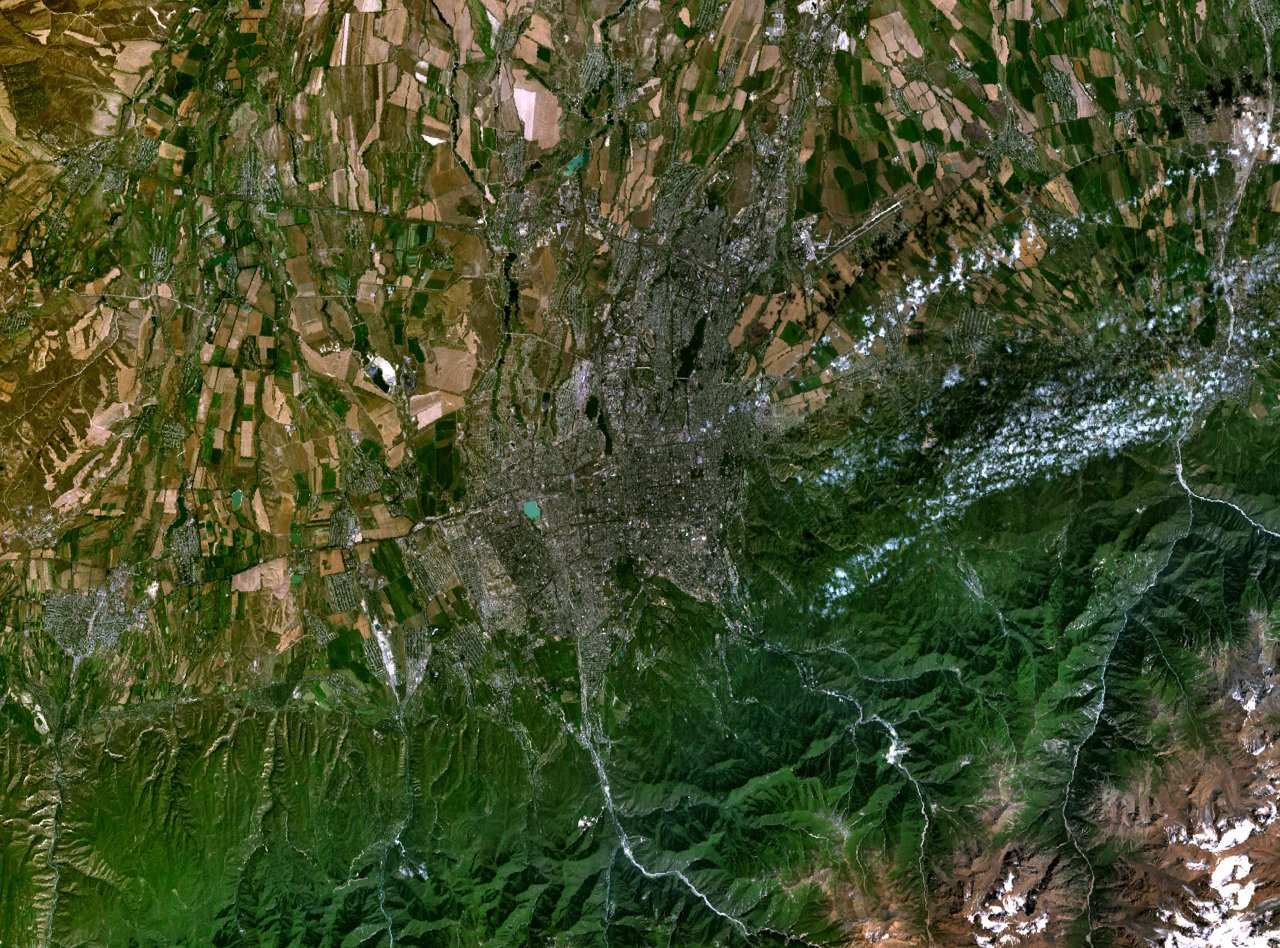
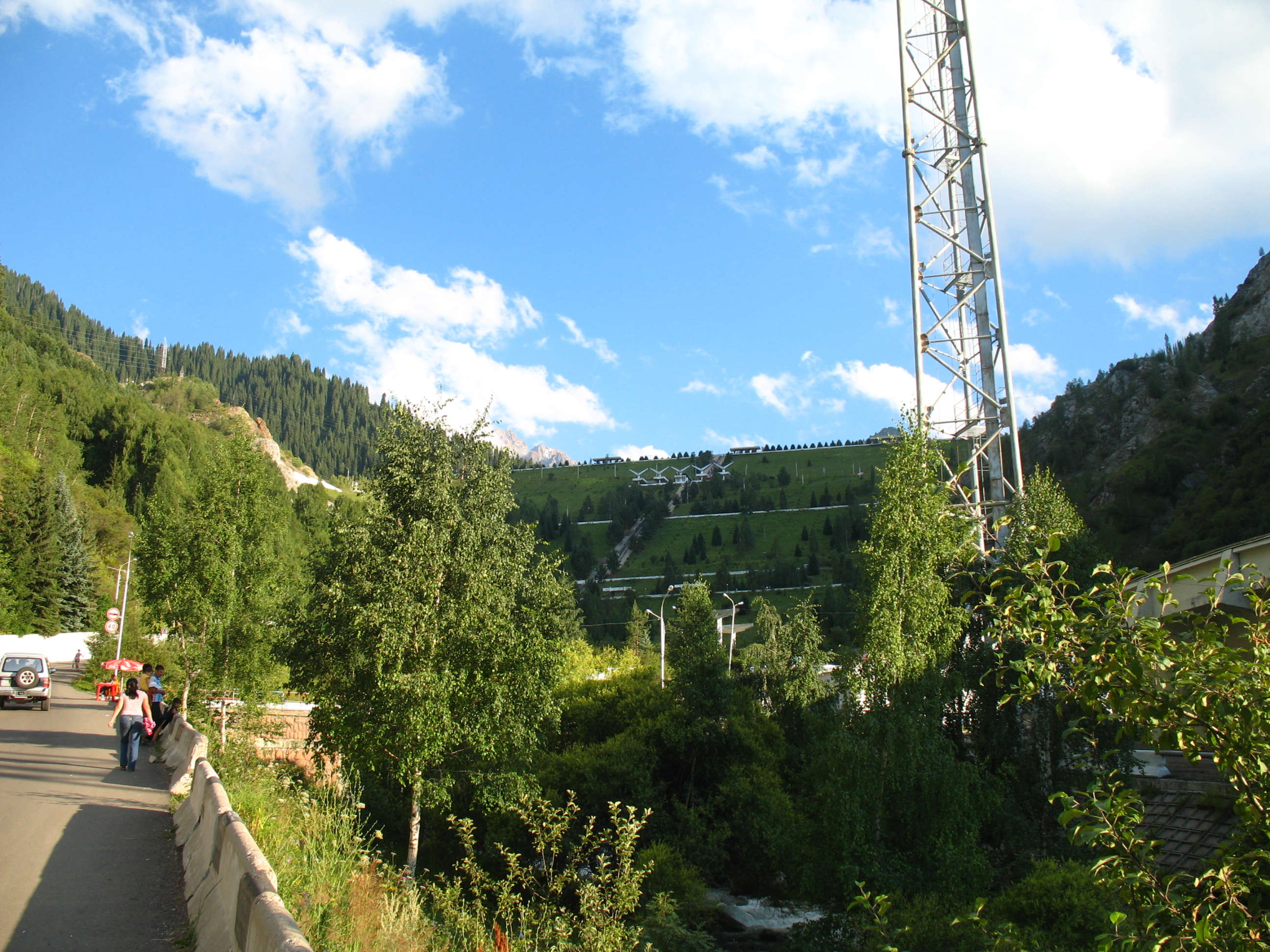
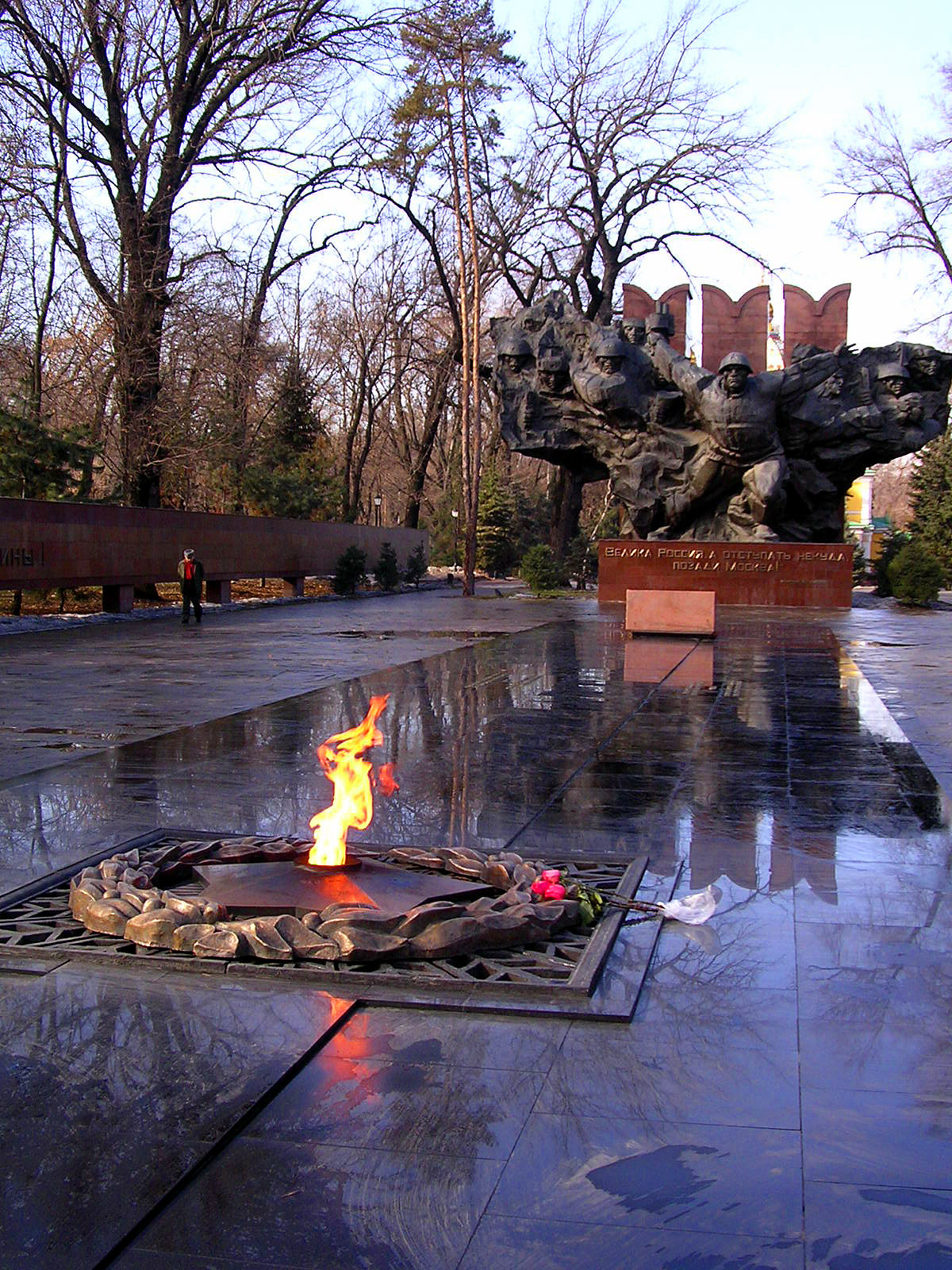

## اقلیم
| داده‌های اقلیم Almaty    | داده‌های اقلیم Almaty | داده‌های اقلیم Almaty | داده‌های اقلیم Almaty | داده‌های اقلیم Almaty | داده‌های اقلیم Almaty | داده‌های اقلیم Almaty | داده‌های اقلیم Almaty | داده‌های اقلیم Almaty | داده‌های اقلیم Almaty | داده‌های اقلیم Almaty | داده‌های اقلیم Almaty | داده‌های اقلیم Almaty | داده‌های اقلیم Almaty |
| ماه                     | ژانویه               | فوریه                | مارس                 | آوریل                | مه                   | ژوئن                 | ژوئیه                | اوت                  | سپتامبر              | اکتبر                | نوامبر               | دسامبر               | سال                  |
| ----------------------- | -------------------- | -------------------- | -------------------- | -------------------- | -------------------- | -------------------- | -------------------- | -------------------- | -------------------- | -------------------- | -------------------- | -------------------- | -------------------- |
| سابقهٔ بیش‌ترین °C (°F)   | ۱۸٫۲ (۶۵)            | ۱۹٫۰ (۶۶)            | ۲۸٫۰ (۸۲)            | ۳۳٫۲ (۹۲)            | ۳۵٫۱ (۹۵)            | ۳۹٫۳ (۱۰۳)           | ۴۱٫۷ (۱۰۷)           | ۴۰٫۵ (۱۰۵)           | ۳۸٫۱ (۱۰۱)           | ۳۱٫۱ (۸۸)            | ۲۵٫۴ (۷۸)            | ۱۹٫۲ (۶۷)            | ۴۱٫۷ (۱۰۷)           |
| میانگین بیش‌ترین °C (°F) | −۰٫۲ (۳۲)            | ۱٫۴ (۳۵)             | ۷٫۰ (۴۵)             | ۱۷٫۲ (۶۳)            | ۲۱٫۶ (۷۱)            | ۲۶٫۷ (۸۰)            | ۲۹٫۸ (۸۶)            | ۲۸٫۷ (۸۴)            | ۲۳٫۸ (۷۵)            | ۱۵٫۹ (۶۱)            | ۷٫۵ (۴۶)             | ۲٫۴ (۳۶)             | ۱۵٫۲ (۵۹)            |
| میانگین روزانه °C (°F)  | −۴٫۹ (۲۳)            | −۳٫۴ (۲۶)            | ۲٫۲ (۳۶)             | ۱۱٫۷ (۵۳)            | ۱۶٫۱ (۶۱)            | ۲۱٫۰ (۷۰)            | ۲۳٫۸ (۷۵)            | ۲۲٫۵ (۷۳)            | ۱۷٫۵ (۶۴)            | ۱۰٫۲ (۵۰)            | ۲٫۷ (۳۷)             | −۲٫۲ (۲۸)            | ۹٫۸ (۵۰)             |
| میانگین کم‌ترین °C (°F)  | −۹٫۶ (۱۵)            | −۸٫۲ (۱۷)            | −۲٫۶ (۲۷)            | ۶٫۱ (۴۳)             | ۱۰٫۵ (۵۱)            | ۱۵٫۲ (۵۹)            | ۱۷٫۸ (۶۴)            | ۱۶٫۳ (۶۱)            | ۱۱٫۲ (۵۲)            | ۴٫۵ (۴۰)             | −۲٫۱ (۲۸)            | −۶٫۷ (۲۰)            | ۴٫۴ (۴۰)             |
| سابقهٔ کم‌ترین °C (°F)    | −۳۰٫۱ (−۲۲)          | −۳۷٫۷ (−۳۶)          | −۲۴٫۸ (−۱۳)          | −۱۰٫۹ (۱۲)           | −۷٫۰ (۱۹)            | ۲٫۰ (۳۶)             | ۷٫۳ (۴۵)             | ۴٫۷ (۴۰)             | −۳٫۰ (۲۷)            | −۱۱٫۹ (۱۱)           | −۳۴٫۱ (−۲۹)          | −۳۱٫۸ (−۲۵)          | −۳۷٫۷ (−۳۶)          |
| بارندگی میلی‌متر (اینچ)  | ۳۳ (۱٫۳)             | ۴۱ (۱٫۶۱)            | ۶۲ (۲٫۴۴)            | ۱۱۱ (۴٫۳۷)           | ۱۰۶ (۴٫۱۷)           | ۶۱ (۲٫۴)             | ۳۸ (۱٫۵)             | ۲۷ (۱٫۰۶)            | ۲۹ (۱٫۱۴)            | ۵۶ (۲٫۲)             | ۵۲ (۲٫۰۵)            | ۴۱ (۱٫۶۱)            | ۶۵۷ (۲۵٫۸۷)          |
| منبع:                   |                      |                      |                      |                      |                      |                      |                      |                      |                      |                      |                      |                      |                      |